# Americano FC (RJ)
Der Americano Futebol Clube, kurz AFC, ist ein brasilianischer Fußballverein in Campos dos Goytacazes im Bundesstaat Rio de Janeiro.

## Geschichte
Es war einer der führenden „Provinzclubs“ des Bundesstaates Rio de Janeiro vor der Zeit als Bundesstaat Guanabara im Jahr 1975. Mit sechs gewonnenen Meisterschaften ist er der Rekordtitelträger der 1978 eingestellten „Campeonato Fluminense“. Nach deren Fusion mit der Meisterschaft „Campeonato Carioca“ 1979. ist er wie alle anderen Vereine des Bundesstaats auch gegenüber den wirtschaftlich und personell stärker aufgestellten Hauptstadtvereinen ins Hintertreffen geraten.
Der letzte große Vereinserfolg markiert in der Saison 2002 der Gewinn der beiden Meisterschaftsphasen der Taça Guanabara und der Taça Rio. Dabei hatte man allerdings von der Abwesenheit der großen Stadtvereine beim Torneio Rio-São Paulo profitiert. Nach dem damals praktizierten Modus wäre der Gewinn der beiden Spielphasen gleichbedeutend mit dem Gewinn der Staatsmeisterschaft gewesen, doch hatte der Rio-Landesverband FERJ eine Endrunde angesetzt, in welcher der Saisonerste gegen die vom Rio-São Paulo-Turnier zurückkehrenden Stadtvereine antreten sollte. In der Endrunde hat Americano FC das Finale erreicht, dieses aber gegen den Fluminense FC verloren, so dass sich der Club am Ende doch nur mit dem Vizemeistertitel abfinden musste.
Danach hat der Verein eine sportliche Talfahrt erlebt, in der er zuerst 2006 als Absteiger der Série C aus der nationalen Meisterschaft Brasiliens ausgeschieden und 2012 als Tabellenletzter sogar aus der ersten Liga des Staates Rio de Janeiro in die Zweitklassigkeit abgerutscht ist, in der bis heute spielt.

## Erfolge
- Staatsmeister von Rio de Janeiro (Fluminense): 1964, 1965, 1968, 1969, 1975[1]
- Staatsmeister von Rio de Janeiro (Carioca): Vizemeister 2002
- Staatspokal von Rio de Janeiro: 2018
- Taça Guanabara: 2002
- Taça Rio: 2002